# Пепе Волтарели
Пепе Волтарели (на италиански: Pepe Voltarelli) (Козенца, 26 декември 1969 г.) е италиански певец и актьор.
От 1990 до 2005 г. е певец на Il Parto delle Nuvole Pesanti. От 2006 г. той преследва солова кариера.

## Кариера

### С групата „Il Parto delle Nuvole Pesanti“
През 1990 г. основава „Il Parto delle Nuvole Pesanti“ в Болоня, експериментална фолк-рок група.
Първата творба Alisifare и плодотворна жива дейност, която разкрива групата като една от най-интересните реалности на народното възраждане от 90-те години.
Песни като „Raggia“ и „Lupo“ стават предшественици на жанра, наречен „тарентела пънк“.
Последната работа на Волтарели с групата се нарича „Il Parto“ и получава добри продажби и отзиви.
През 2005 г. Волтарели гласове и автор на текстове и музика от 1991 г. напуска групата, за да се посвети на солова кариера.

### Самостоятелна кариера
„Соловото“ художествено творчество на Волтарели има тенденция да създава многостранен персонаж, който, работейки върху езика и традициите на родината си, Калабрия, изгражда остър и критичен ироничен разказ за ежедневието по нежалостен начин, за да го постигне чрез пътуванията му и писанията му нов и малко стереотипен образ на южния разказвач.
Първата игра на този проект е филмът La vera leggenda di Tony Vilar, режисиран от Джузепе Галярди. Филмът е пътен филм, който разказва историята на италианците от Америка, по стъпките на Тони Вилар, италиански певец, известен в Аржентина през 60-те години и сега изчезнал от артистичната сцена. Историята, която се разиграва между Буенос Айрес и Ню Йорк, представлява първият случай на италиански мокументален филм. Филмът е представен на първото издание на Римския филмов фестивал (2006).
Distratto ma però първият самостоятелен диск е продуциран от Alessandro Finazzo (Finaz) от Bandabard Band) и вижда участието на Roy Paci, Sergio Cammariere, Pau от Negrita и режисьора Giancarlo Cauteruccio. От този първи албум възниква нова артистична личност, където дълбокият глас и усъвършенстването на текстовете са придружени от голяма ирония в лицето на деликатни теми като емиграция и самота.
Ангажиментът към социалните въпроси е конкретизиран с диска Duisburg Nantes Praga il bootleg live, бутлегите живеят произведение на донос срещу мафията, записано на живо по време на европейското турне през 2008 г.
В театъра Волтарели има плодотворно сътрудничество с Криптонската компания във Флоренция на братята Джанкарло Каутеручио и Фулвио Коучечо, за които свири и композира оригинална музика за произведения като „Roccu u stortu“, „Medea and the moon“ и „Picchi ме погледни“.
Преместването в Берлин в началото на 2009 г. и решението да се съсредоточим върху по-изискан и съществен звук маркират началото на нова творческа фаза, която води до пускането на Ultima notte a Mala Strana, албум от 2010 г., публикуван в Италия от OtrLIve-Universal, както и във Франция и в Европа от Le Chant du Monde, впоследствие разпространен и в Канада и Аржентина. Албумът, все още продуциран от Finaz, печели „Targa Tenco 2010“ за най-добър албум на диалект, наградата се присъжда на първия за работа в Калабрия. Волтарели посвещава „Плакета на кмета“ на природозащитника на Полика (Салерно) Анджело Васало, убит в засада на мафията.
Песента Onda Calabra написана за документалния филм Doichlanda от Джузепе Галярди, се използва като пародия във филма на Джулио Манфредония Qualunquemente с Антонио Албанезе. В отворено писмо до Албанезе, което се появи на заглавната страница на Калабрия Ора, Волтарели твърди, че песента на страстта и емиграцията не е в съответствие с употребата му във филма Манфредония.
Шоуто „Пътешествието на бащите“, монолог на театъра за песни, дебютира в „Teatro Galleria Toledo“ в Неапол през ноември 2011 г. В резултат на това шоу на късмет шоуто на Волтарели все повече се характеризира като рецитал на театър на песни. В приемствеността на великите италиански автори на песни, тази формула го кара да продължи своята дейност на живо в чужбина с концерти и фестивали в Европа в САЩ Канада Австралия Мексико Аржентина Чили Мадагаскар във Франция за фестивала Off d'Avignon 2012 и на International International Jazz de Montréal 2013 с два концерта в Savoy du Métropolis.
Неговата песен „Sta citta“ (Matka Mest) е преведена на чешки от Michal Horacek и включена в албума Segrado от Frantisek Segrado N1 в класациите на Чешката република.
През 2016 г. Squilibri Editore публикува „Voltarelli chante Profazio“, почит към великия калабрийски разказвач Otello Profazio Targa Tenco като най-добър изпълнител на записи.

## Дискография

### Con Il Parto delle Nuvole Pesanti
- 1991 г. – Guerra al salario
- 1994 г. – Alisfare
- 1996 – Pristafora
- 1997 – 4 Battute di povertà
- 1999 – Sulle ali della mosca
- 2001 – Roccu u stortu
- 2002 – Attenzione all'estinzione
- 2003 – Ho visto anche degli zingari felici – с Клаудио Лоли (На живо)
- 2004 – Il parto

### Солист
- 2007 – Distratto ma però (Комарт-Венера)[31]

Дискът се разпространява в Аржентина от звукозаписната компания Los Anos Luz и финалист на Targhe Tenco 2007 като първа творба.
- 2009 г. – Дуйсбург Нант Прага Le Bootleg Live

Публикувана самостоятелно, тя продава над три хиляди копия, включително концерти и онлайн продажби.
Албумът е записан по време на европейското турне през 2008 г. между Германия, Франция и Чехия.
- 2010 – Ultima notte a Malà Strana (Otr-Universal)

Публикувано във Франция от Chante du Monde и разпространено в Европа от harmonia Mundi.
Публикувано в Аржентина от Los Anos Luz и в Канада от Prod Casa Nostra.
- 2011 – Tatanka, саундтрак към филма Tatanka, от Giuseppe Gagliardi (Warner Chappell Music Italiana)
- 2014 – Lamentarsi come ipotes[32] (Otrlive – Universal)
- 2015 – На живо в Треботов (Чехия) 2009
- 2015 – На живо на фестивала Радио Пополаре (Италия). Финаз
- 2015 – Live in Montegranaro feat. Пролетарски удоволствия
- 2015 – Live in Dortmund feat. Алесандро Палмитеса
- 2016 – На живо в субкултурата на Ню Йорк
- 2016 – На живо в кафе Vinilo Буенос Айрес[33] Los anos luz[34]
- 2016 – Voltarelli пее Profazio (Издателски дисбаланси)[35]
- 2017 – Live in Montreal Groove Nation[31]
- 2017 – Сестри Вавилон (саундтрак – Бяло крило)[36]
- 2019 – Dio come ti amo, самостоятелно произведен диск и разпространяван само по време на концерти, корицата е дело на художничката Анна Корционе[37]
- 2021 – Планетариум Дисбаланси на издателя

## Сътрудничество
- 1998 – Джанкарло Онорато – Йо соно лангело – Гли споси волси[38]
- 2004 – La Soluzione – La Soluzione – Luce[39]
- 2008 – тя – Мага – Грандиозо Аморе[40]
- 2005 – Les Anarchistes – La musica nelle strade[41] – Apua natia[42]
- 2007 – Тереза Де Сио – Sacco e fuoco
- 2008 – Deviazioni (почит към Васко Роси) – La nostra relazione (със Stefano Sardo и Gianluca Senatore) Mucchio Extra
- 2008 – Panbrumisti – Quelle piccole cose – Signora poesia
- 2008 – Bardoci inediti et rarità от Серджо Бардоти – пия[43] (Шарл Азнавур) trad. Нини Джакомели[44]
- 2008 – Teresa De Sio – Riddim на Sud[45] – Bene монахиня CI "ССИ[46]
- 2009 – Lucilla Galeazzi – Capoverde terra d'amore – Segreti al chiar di luna[47]
- 2010 – Di tempo e di terre – Искам да се сбогувам (Шарл Азнавур) Trad Nini Giacomelli
- 2011 – Давиде Ван де Сфрос – Янез – Dove non basta il mare
- 2012 – Quartaumentata – Sirene e naviganti – Omini di panza
- 2013 – Марко калиари – Ми рикордо – La buona creanza[48]
- 2014 – квартет Tiptons Sax – Мъничка малка буква – Amara Terra mia
- 2015 – Карло Муратори – Разпродажба[49] – Сугну Талиану[50]
- 2016 – Giorgia Del Mese – Nuove emozioni post ideologiche – Soltanto tu[51]
- 2017 – Baci Proibiti. Мечтателите – (AlterEgo / Cesvot) с Бобо Рондели – Макс Ларока – Енрико Габриели – Себастиано Де Дженаро
- 2019 – Marco Calliari – Calliari Bang Bang – Pizzica matta
- 2019 – Io credevo Le canzoni от Gianni Siviero[52][53] – Che faccio qui[54]

## Книги
- 2000 – Ciani un'epopea banditesca nell'era mediatica, Emir edizioni,[55] Болоня
- 2000 – Раджа. Versi strisce e canzoni. Стихове ленти и текстове, Издания Емир, Болоня
- 2000 – Il Parto delle Nuvole Pesanti: quattro racconti al dottor Cacciatutto, издания на Емир, Болоня[56]
- 2009 – Non finito calabrese , Del Vecchio Editore, Рим
- 2009 – Ad esempio a me piace. Виаджо в Калабрия – редактиран от Марко Амбрози[57] Редактор на Rubbettino Soveria Mannelli
- 2011 – Cosa volete sentire, антология на разкази от италиански автори на песни с Patate sotto la cenere, Minimum Fax, Рим
- 2014 – Il caciocavallo di bronzo. Изпята и изпълнена новела, Алтернативен печат,[58] Рим
- 2015 – La Calabria si racconta[59] – антология на калабрийски автори – предговор Pino Aprile Rubbettino Editore[60]
- 2016 – Волтарели пее Profazio[61] Imilibri Editore[62]
- 2020 – Altro allo specchio – антология от Марко Амбрози предговор Dacia Maraini Compagnia Editoriale Aliberti Reggio Emilia

## Кино
- 2003 – Doichlanda[63] от Джузепе Галярди
- 2006 – La vera leggenda di Tony Vilar от Giuseppe Gagliardi[64]
- 2007 – автобус Notturno от Давиде Маренго
- 2008 – Център за обаждания Fuga dal от Федерико Рицо
- 2009 – Бульон за копчета на корема[65] от Джузепе Галярди
- 2011 – Татанка от Джузепе Галярди
- 2013 – Aspromonte от Hedy Krissane (colonna sonora)
- 2013 – Vino para robar от Ariel Winograd Аржентина
- 2015 – 1992 от Джузепе Галярди
- 2015 – Cançon d'amor i anarquia[66] (Испания) от Carlos Benpar[67]
- 2015 – Вавилонски сестри от Джиджи Рокати[68]
- 2018 – La mafia uccide Estate solo (Tv Series), режисиран от Luca Ribuoli Rai1

## Театър
- Цитат, свободно вдъхновен от живота на Доменико Модуньо[69]
- Roccu u stortu, от Франческо Суриано, режисиран и изпълнен от Фулвио Коутерчо
- Panza crianza e ricordanza, три парчета самота[70]
- Ico No Clast, от Giampaolo Spinato, режисиран от Fulvio Cauteruccio
- Гърция скъпа ми Гърция Греция миа кара Греция, с Ирен Папас[71]
- Grecia mia cara Grecia, от Корадо Алваро, режисиран от Джанкарло Каутеручио, с Патриция Сапа Мулас[72]
- Речен сколпит nella terra mangiata dal mare, вдъхновен от работата на Саверио Страти, с произведения на изкуството на сцената на Ана и Росария Корционе[73]
- Picchi mi guardi si tu si masculu, от Giancarlo Cauteruccio[74]
- Angolo somma zero,[75] от Alessandro Langiu,[76] с оригинална музика на Peppe Voltarelli – ъгловата опера с нулева сума дебютира на театралния фестивал Festambiente Sud във Вико дел Гаргано. Шоуто, написано и изпълнено от Алесандро Лангиу, вижда Пепе Волтарели да пее и да играе ролята на сватбен играч във фабриките в Апулия между Бриндизи, Таранто и Манфредония. Шоуто се фокусира върху „бели мъртви“И трагичното положение на семейства в Пулия, които са загубили близките си поради болести, договорени на работа. [1]
- Il Viaggio i padri l'Appartenenza в галерия Толедо в Неапол на 1 декември 2012 г.[77]
- Storia di un bene comune[78] от продуцентския фестивал на Росария Парети дел Колин Прато 2013[79]
- Olimpia tragedia del passaggio – изследване на Луидия Сорентино, режисирано от Луиза Корционе[80] – Фестивал на театро в Наполи 2020

## Награди и награди
- 2008 г.: Награда на Пино Пирас „Canço de Raganal“ за ирония и сарказъм Teatro Civico Sassari[81]
- 2007 г.: Почетно гражданство на община Castiglione Cosentino (Cs)
- 2003 г.: Специална награда на журито на XXI филмов фестивал в Торино за документалния филм „Дойхланда“, режисиран от Джузепе Галярди
- 2010 г.: Targa Tenco най-добрият албум на диалект « Снощи в Маластрана "
- 2011 г.: Номинация Дейвид ди Донатело за най-добра песен с „Onda Calabra“
- 2011 г.: Чиния „От Шомано до Шоуман“[82]
- 2013 г.: Награда Mei Двадесет години кариера[83]
- 2016 г.: Албум на най-добрия изпълнител на Targa Tenco[84]
- 2019 г.: Награда Amilcare Rambaldi в Барселона (Испания) Неща от Amilcare[85]

## Фестивали в Италия
- Tricolore Torino Night в чест на 150 години от обединението на Италия[86]
- Концерт на 1 май в Рим (1999[87] – 2005[88] – 2009[89] – 2010[90] – 2011[91])
- Фестивал на Бареци 2016 г.[92]
- Фестивал на народната музика във Форлимпополи[93]
- Фолклорен фестивал Quarrata[94]
- Награда Tenco (1998[95] – 1999[96] – 2001[97] – 2007[98] – 2010[99] – 2011[100] – 2016[101] – 2017[102] – 2019)[103]
- MEI Среща на независими етикети
- Фестивал на Каулония Тарантела[104]
- Национална награда на град Лоано за традиционна музика
- Очарователен фолклорен фестивал[105]
- Sponz парти[106]
- Фолк фестивал в Ариано[107]
- Важността да си малък[108]
- Фестивал на четенето и писането[5]
- Фестивални сюжети[109]
- От шаман до шоумен Фестивал на хумористичната песен[110][111]
- Септември в селото[112]
- Музикастрада фестивал
- Фестивал Peperoncino Diamante
- Фестивал за нашествие
- Море и мини[113]

## Международни фестивали
- 2004 Moffom Festival, Прага (Чехия)
- 2007 Buitoni италиански филмов фестивал Дъблин (Ирландия)[114]
- 2008 Avanti Pop 2 Festival Duisburg (Германия)
- 2008 филмов фестивал Tribeca (САЩ)[115][116]
- 2008 Международен филмов фестивал в Калгари (Канада)
- 2008 Обединени острови в Прага (Чехия)
- 2008 Фестивалът на странните тълпи в Сидни (Австралия)
- 2009 Karneval der Kulturen Берлин (Германия)
- 2009 г. Бафим Буенос Айрес (Аржентина)
- 2009 Trebotov Trebotovska Rije (Чехия)
- 2009 Международен филмов фестивал в Карлови Вари (Чехия)
- 2010 Фестивал Internacional de Cine de Morelia (Мексико)
- 2010 Feria Nacional de San Marcos (Мексико)
- 2010 AdriaHochZwei Dortmund (Германия)
- 2011 Les FrancoFolies de Montréal (Канада)
- 2011 фестивал Luminato Торонто (Канада)[117]
- 2011 Festival des Barnasants de Cançó Barcelona (Испания)[118]
- 2011 Italia Oggi Cinema Warsaw (Полша)[119]
- Филмов фестивал 2011[120] (Сърбия)
- 2011 MittelCinemaFest Будапеща[121] (Унгария)
- 2012 Festival d'Avignon le Off (Франция)[122][123]
- 2012 Кино, направено в Италия, Лондон (Англия)[124]
- 2013 Международен джаз фестивал в Монреал (Канада)[125]
- 2013 Край на световния фестивал Gaspé (Канада)[126]
- 2014 Italiana Festival Кьолн (Германия)[127]
- 2014 квартали на света в Чикаго (САЩ)[128]
- 2017 Vagabond Festival Berlin (Германия)[129]
- Фестивал на италианския филм в Сан Диего 2018 г. (САЩ)[130]
- 2019 Festival des Traditions du Monde Sherbrooke (Канада)
- 2019 Rhythms of the World Festival Saguenay (Канада)[131]
- 2019 италианска седмица Монреал (Канада)[132]
- 2019 Фестивалът на голямата красота на италианската песен в Цюрих (Швейцария)[133]
- 2020 Le Bal Rital Париж (Франция)[134]